# Верхние Муллы
Ве́рхние Муллы — микрорайон (внутригородской посёлок) в Индустриальном районе города Перми Пермского края России. Упразднённое село, вошедшее в 1958 году в черту Перми. Ранее районный центр Калининского района (в 1924—1927 годах), Верхне-Муллинского района (будущего Пермского района) (в 1939—1958 гг.). В XVII—XIX веках село административно-хозяйственный центр владений Строгановых.

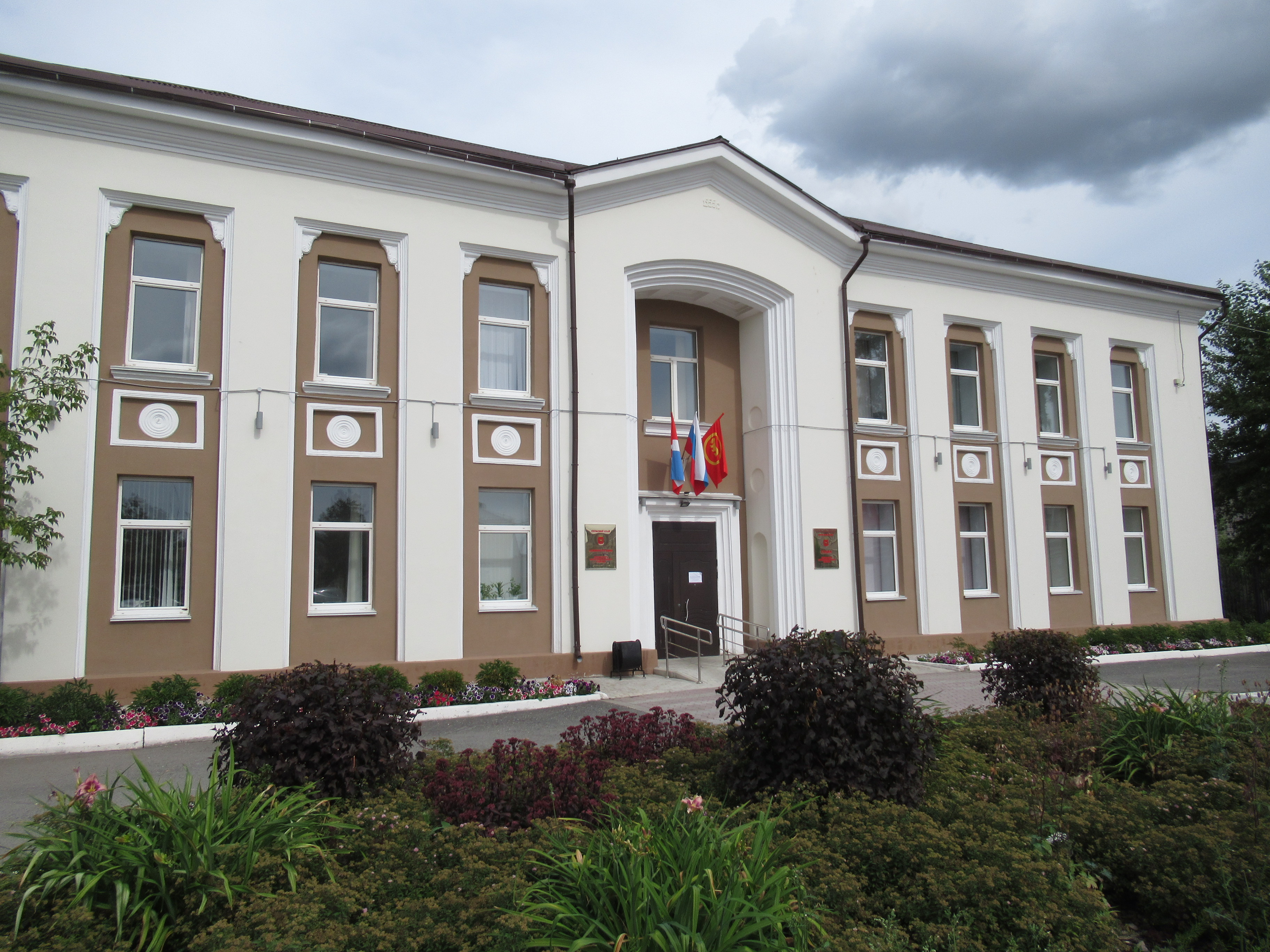
Администрация Пермского муниципального района в Верхних Муллах

## Топоним
Как починок Верхнемуллинский упоминается в 1579 году в Строгановских писцовых книгах; как село Никольское — по названию церкви — в 1623—1624 годах.
Н. К. Чупин в географическом словаре Пермской губернии 1873 года приводит именования без удвоенной -л-: Верхне-Мулинское село, Верхние Мулы и вводит в оборот архивные документы с упоминанием деревни: Строгоновская деревня Верхние Мулы (переписные книги Усольского (Соликамского) уезда, составленных князем Федором Бельским в 187 году (т. е. в 7187 г. от сотвор. мира=1678 — 1679 год); острожек на Верхних Мулах (т. е. селение с деревянной крепостцою, снабженною пушками и пищалями, без сомнения для отражений набега Башкирцов, весьма вероятного тогда), в ведении которого состояли деревни: Егошиха (где ныне город Пермь), Тимина, Култаево-поле, Усть-Юг и Гарь-над-Югом (отказные книги на строгоновские вотчины 191 г. (т. е. 1682 — 1683 г.).
Современное наименование дано по р. Верхние Муллы (ныне — Верхняя Мулянка). Мул — имя башкирского рода племени Гайна, который проживал в её верховьях, лы — аффикс, образующий прилагательные в тюркских языках. Определение «Верхние» объясняется тем, что существует ещё р. Нижние Муллы (ныне р. Мулянка), которая впадает в р. Кама ниже по течению.

## География
Расположен на реках Верхняя Мулянка и Нижняя Мулянка, на юго-западе Перми.

## История
Верхнемуллинский починок упоминается впервые в 1579 году.
В 1628 году татары ушли из этих мест и здесь стали жить приписные крестьяне. Первые жители села Никольского — Иван Бакшеев, Иван Баландин, Василий Верхоланцев и другие.
30 декабря 1773 года близ села произошло сражение, в ходе которого правительственные войска разбили большой отряд сторонников Пугачёва.
В 1823 году в селе было открыто мужское начальное училище. В 1865 году было основано женское начальное училище (школа) — это была одна комната, в которой одновременно занимались ученики первых трёх классов.
В начале 1920-х годов в селе располагался райсовет Култаевского района, здесь же находился Верхнемуллинский сельсовет, который был образован в феврале 1923 года. В 1927 году открылся театр крестьянской молодёжи, а в 1936 году силами колхозов сельсовета построен колхозный Дом культуры.
Верхнемуллинский сельсовет после образования 26 марта 1939 года Верхнемуллинского района перешёл в подчинение Верхнемуллинскому райсовету.
Указом Президиума Верховного Совета РСФСР от 29 мая 1958 года Верхнемуллинский сельсовет был ликвидирован, а территория с селом Верхние Муллы и деревнями Б. Субботино, Кокорята, Любимово, Хмели и Казанцево переведены в городскую черту Перми.
1 февраля 1963 года в состав Индустриального района города Перми было включено село Верхние Муллы, оставаясь при этом административным центром Пермского района.

## Население
- 1904 (164 двора, 70 мужчин, 84 женщины, 154 всего) русские[источник не указан 2136 дней]
- 1908 (148 дворов, 380 мужчин, 394 женщины, 774 всего) русские[источник не указан 2136 дней]
- 1926 (356 дворов, 603 мужчины, 732 женщины, 1335 всего), русские — 1326, татары — 9[источник не указан 2136 дней]

## Известные уроженцы
- Гладких, Сергей Иванович (1915—1965) — Герой Социалистического Труда;
- Нечаев, Александр Афанасьевич (1845—1922) — терапевт, доктор медицины, профессор;
- Свиязев, Иван Иванович (1797—1875) — архитектор;
- Серебренников, Николай Николаевич (1900—1966) — искусствовед, во время экспедиции 1923 года на север Пермской области собрал 248 деревянных скульптур, ставших основой всемирно известной коллекции деревянной скульптуры.

## Инфраструктура
В Верхних Муллах находится музей истории Пермского района.

## Транспортное сообщение
Пригородные маршруты
- 106 Автовокзал — микрорайон «Медовый» (Кондратово)
- 108 Аэропорт «Большое Савино» — Автовокзал
- 109 Автовокзал — Село Култаево
- 115 Автовокзал — Посёлок Сокол
- 169 Автовокзал — Село Нижние Муллы
- 339 Автовокзал — Курорт Усть-Качка
- 377 Посёлок Горный — Автовокзал
- 403 Посёлок Усть-Тары — Автовокзал
- 461 Автовокзал — Малиновская подстанция
- 487 Верхние Муллы — Хохловка
- 529 Автовокзал — Краснокамск
- 537 Автовокзал — Краснокамск

Городские маршруты
- 52 Микрорайон Парковый — Олимпиец
- 54 Мильчакова — Верхние Муллы
- 98т Спортшкола Олимпиец — Микрорайон Садовый
- 80 Театр Ироничная компания — ДДК им. Кирова
- 115 Площадь Дружбы — Деревня Ванюки
- 823 Посёлок Нефтяник — Деревня Ванюки